# Flavobacterium dankookense
Flavobacterium dankookense es una especie de bacteria gramnegativa, con forma de bacillo y estrictamente aerobia perteneciente al género Flavobacterium. Se ha aislado de un lago de agua dulce de Cheonan en Corea del Sur.